# Legio I Flavia Gallicana
La Legio I Flavia Gallicana Constantia (Primera legión «flavia gala digna de confianza») fue una legión romana, mencionada en la Notitia Dignitatum como acantonada en la Galia. Poco se sabe de ella, y lo más que hay son suposiciones, a partir de este documento de la antigüedad. Se cree que fue creada por el emperador Constancio I Cloro a finales del siglo III. 